# Windmill Theatre

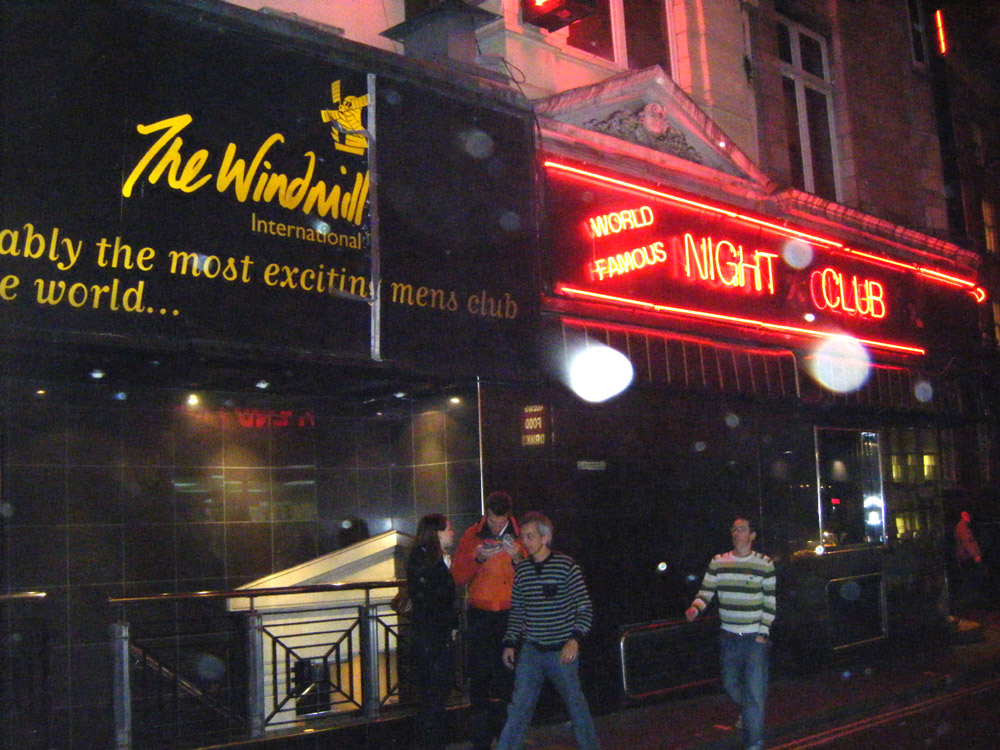
Windmill Theatre, Great Windmill Street, Londres

Le Windmill Theatre, ou Windmill Club (Le Moulin à Vent), était un célèbre cabaret institutionnel de music-hall équivalent des Folies Bergère et du Moulin Rouge de Paris, à Great Windmill Street dans le quartier de Soho de Londres entre 1931 et 1964.

## Histoire
- Ce cabaret institutionnel de Londres tient son nom d'un véritable moulin à vent construit sous le roi Charles II d'Angleterre au XVIIe siècle, du Moulin Rouge de Paris, et du nom de la rue où il est construit.
- En 1910, le Palais de Luxe ouvre ses portes sur les lieux. C'est un des premiers petits cinémas de Londres ou sont projetés les premiers films muets en noir et blanc.
- En 1931, Madame Laura Henderson, une riche veuve Londonienne achète le Palais de Luxe et le fait transformer en théâtre de music-hall qu'elle baptise The Windmill (le Moulin à Vent) en référence au Moulin Rouge de Paris. Il ouvre ses portes le 22 juin 1931 avec pour directeur le talentueux Vivian Van Damm qui a l'idée de produire la " Revudeville " un spectacle joué en continu, de chansons, danses et numéros spéciaux, présenté sur une grande affiche institutionnelle sous le nom de Madame Henderson présente...  Après un succès vif mais court, Madame Henderson et Vivian Van Damm montent le premier spectacle de filles nues de la capitale, inspiré des Folies Bergère et du Moulin Rouge, et des tableaux de maître des musées, pour contourner habilement les lois  anglaises contre les « mauvaises mœurs ». Il remporte un vif succès pendant la Seconde Guerre mondiale auprès des jeunes soldats, et du fait que le spectacle continue même sous les bombardements allemands pour donner du moral aux troupes.

- Lorsque madame Henderson meurt à l'âge de 82 ans en 1944, elle lègue son cabaret à son directeur Vivian Van Damm qui continue d'assurer le spectacle et sa célèbre Revuedeville jusqu'en 1960, où il lègue à son tour le cabaret à sa fille Sheila Van Damm. La dernière représentation de la Revudeville se joue le 31 octobre 1964, date à laquelle le cabaret ferme à cause de l'évolution du quartier de Soho en quartier commerçant et de restaurants pour clientèle familiale.

- Il est devenu depuis un club privé, boite de nuit de charme.

## Film
- Madame Henderson présente (Mrs. Henderson Presents) un film britannique de  Stephen Frears, sorti le 9 septembre 2005 avec Judi Dench, Bob Hoskins et Kelly Reilly qui retrace sous forme de comédie musicale l'histoire de ce célèbre cabaret, de madame Henderson, de son directeur Vivian Van Damm, et de leur troupe
- Cette nuit et toujours (Tonight and Every Night) est un film américain de Victor Saville, sorti en 1945 avec Rita Hayworth qui interprète le rôle d'une danseuse du Windmill Theatre amoureuse d'un soldat de la Royal Air Force.